# Homer Ladas

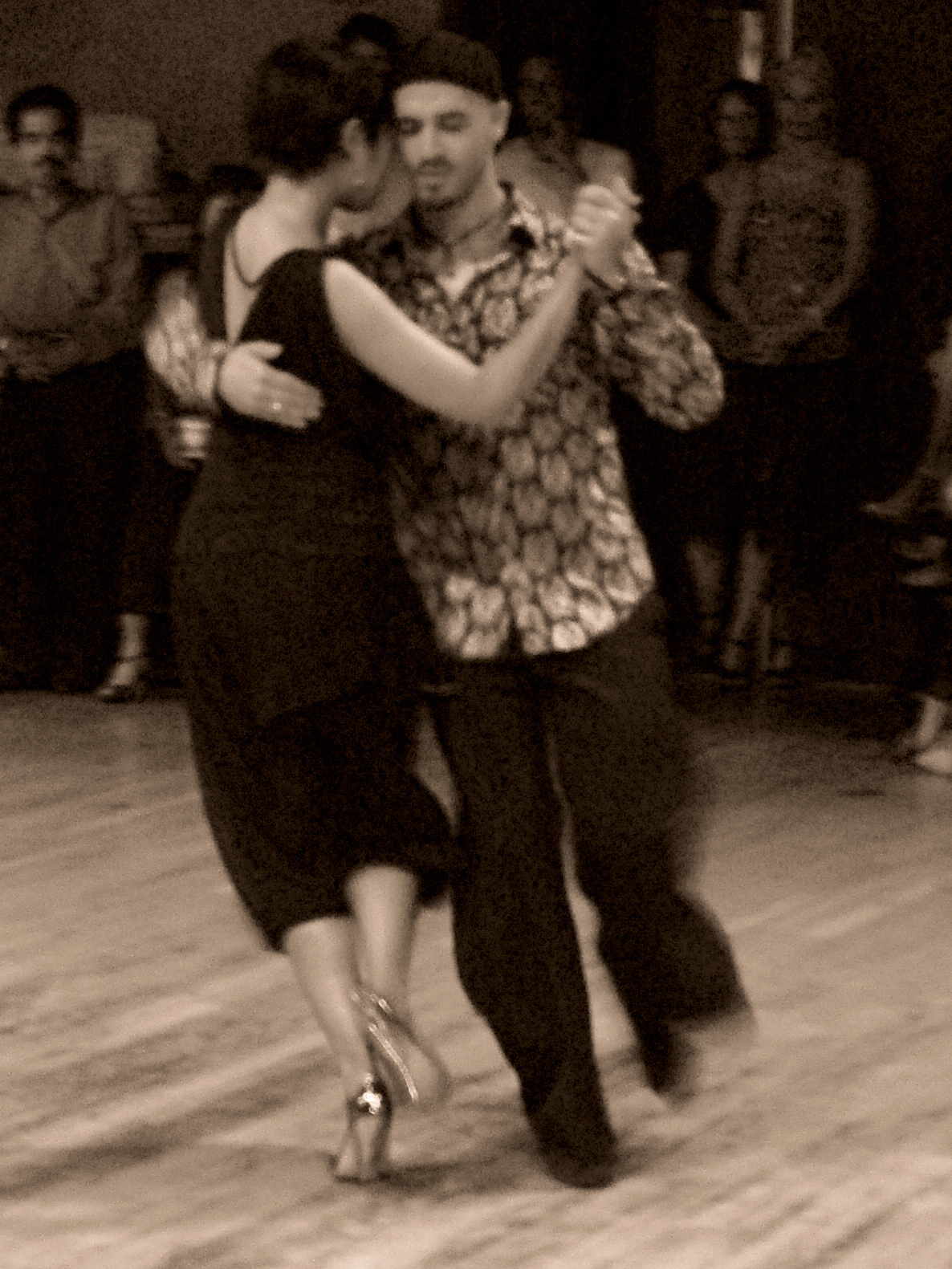
Homer Ladas i Cristina Navarro-Ladas tanczą tango w Santa Cruz, Kalifornia

Homer Ladas (ur. 1969) – współczesny amerykański tancerz i instruktor tanga argentyńskiego. Czołowy przedstawiciel tanga nuevo i rucho "jedno tango".
Tańczy tango od 1997 roku. Jest nauczycielem tanga od 2002. Uczył się m.in. z Gustavo Naveira